# ويتي إهيميرا
ويتي إهيميرا (بالإنجليزية: Witi Ihimaera)‏‏ (7 فبراير 1944 - ) روائي، وكاتب، وأكاديمي من نيوزيلندا.

## روابط خارجية
- ويتي إهيميرا على موقع IMDb (الإنجليزية)
- ويتي إهيميرا على موقع الموسوعة البريطانية (الإنجليزية)
- ويتي إهيميرا على موقع ألو سيني (الفرنسية)
- ويتي إهيميرا على موقع أول موفي (الإنجليزية)
- ويتي إهيميرا على موقع قاعدة بيانات الفيلم (الإنجليزية)
- ويتي إهيميرا على موقع كينوبويسك (الروسية)